# 草津宿

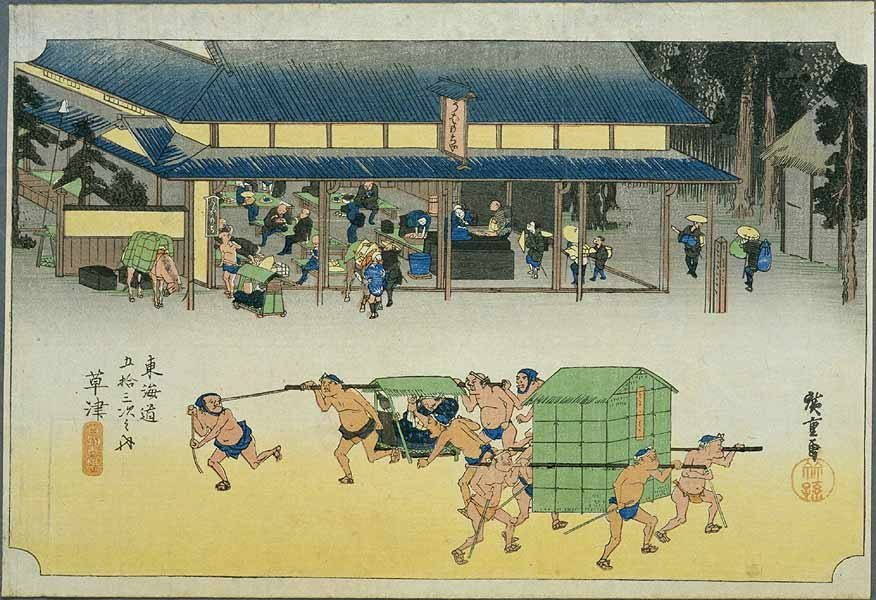
歌川広重『東海道五十三次・草津』

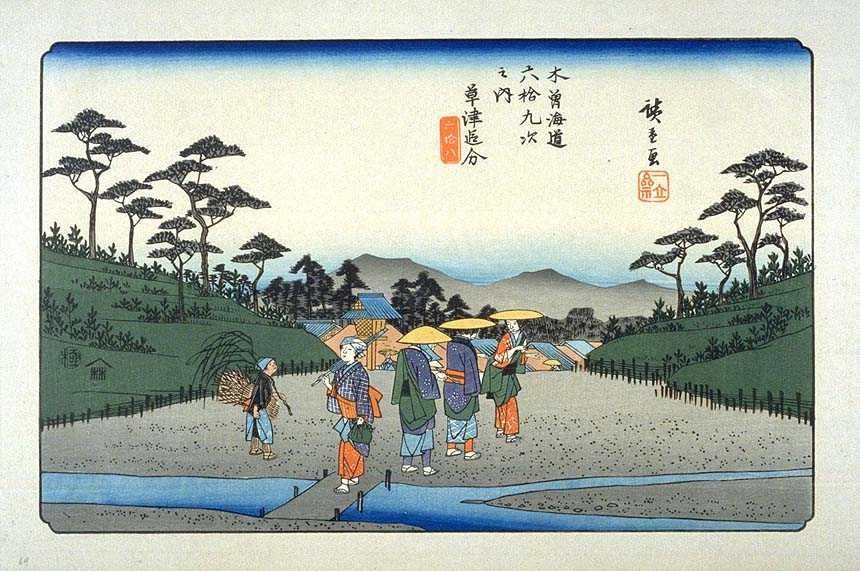
歌川広重『木曽海道六十九次・草津』

草津宿（くさつしゅく、くさつじゅく、くさつやど）は、近江国栗太郡にあった東海道五十三次の52番目の宿場で、中山道が合流する。現在は滋賀県草津市市街。本陣が現存し、国の史跡に指定されている。
東海道の江戸方からは、草津川を越えて、堤防沿いに進むと、東横町・西横町と続き、中山道との合流点に至る。ここで左折し、一町目から六町目まで続き、宮川を渡って、最後が宮町である。中山道からは、天井川である旧草津川をトンネルで抜けると追分に至るが、トンネルができたのは明治19年（1886年）のことである。

## 概略
天保14年（1843年）の『東海道宿村大概帳』によれば、草津宿の宿内家数は586軒、うち本陣2軒、脇本陣2軒、旅籠72軒で宿内人口は2,351人であった。

## 歴史
草津は古くから東西移動の際の交通の要衝だった。室町時代には伊勢参宮で京都と伊勢の中継地点として発展し、応永29年（1422年）には将軍足利義持が伊勢に向かう際に、草津に大規模な宿泊施設「草津御所」の築造を開始している。永禄11年（1568年）頃には、織田信長が足利義昭に和泉堺、近江の大津・草津に代官を置くことを願い出ている。「瀬田橋を制する者は天下を制する」という言葉があり、織田信長も大津・草津に注目していたものと考えられている。実際に信長は当地の道路修築、瀬田橋の架橋など交通政策に力を注いだ。関ヶ原の戦い以後は徳川家康が街道上の各宿場から人と馬を提供し、荷物をリレー形式で運び続けていく「伝馬定書」が下される。これにより東海道の整備と宿場が設置された。この時期に草津宿は誕生し、数多くの旅人が往来する宿場町として草津宿とその地域が発展していくこととなる。

## 史跡・みどころ

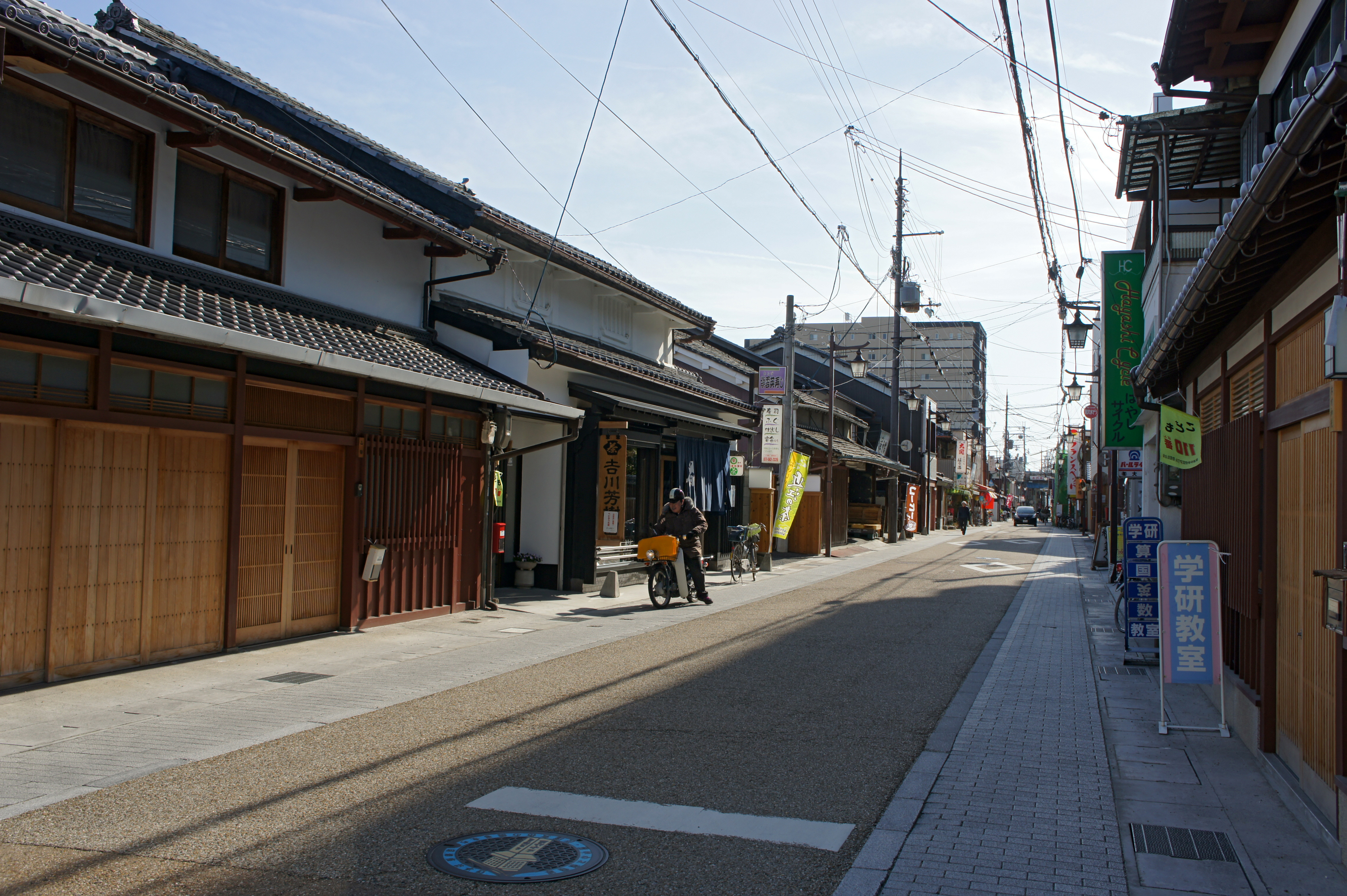
現在の草津宿

- 追分道標

追分とは道の分かれるところを指す言葉である。草津宿にある東海道と中山道との分岐点を「追分」といい、そこに立てられている道標を「追分道標」という。
- 高札場
- 本陣：2軒〔田中七左衛門（七左衞門本陣、別名：木屋本陣）・田中九蔵（九蔵本陣）〕
  - 草津宿本陣（田中七左衛門本陣）

国の史跡。2軒あった本陣のうちのひとつで、現存する本陣としては最大級である。解体修理を経て弘化三(1846)年の旧姿に復原され、平成8年（1996年）から一般公開されている。「大福帳」には、浅野内匠頭、吉良上野介、土方歳三など歴史上重要な人物の名前も多く残る。

　　　※二川宿(豊橋市)本陣の書院棟は、現存する七左衛門本陣などの書院棟を参考に再現、改修復元工事された。
- - 田中九蔵本陣

2軒あった本陣のうちのひとつで、現存しない。篤姫（天璋院）が、嘉永6年10月6日（1853年11月6日）に御泊している。田中七左衛門本陣に残る大福帳の一節に、篤姫（天璋院）の記録が残る。
- 脇本陣：2軒～4軒〔大黒屋弥助・藤屋與左衞門・仙台屋茂八・柏屋十（重）右衞門・平井屋彦右衞門〕
脇本陣は時代によって変遷はあるものの、2軒～4軒を数えていた。
  - 吉川芳樹園店舗兼主屋

旧藤屋與左衞門家の一部(北側のお宅とで1軒分)。江戸時代後期築、登録有形文化財。
- 旅籠

天保年間（1830年 - 1844年）に72軒、多い時は132軒。宿場内の5軒～6軒に1軒は旅籠。
- 貫目改所

草津宿には、正徳2年（1712年）に全国5か所に設けられた貫目改所があった。貫目改所は当宿のほか、東海道の品川宿・府中宿、中山道の板橋宿・洗馬宿に置かれた。
- 草津宿街道交流館
- 立木神社
- 黒門跡
- 姥餅屋（うばもちや）：浮世絵〔草津「名物立場」〕

名所図会などにも描かれている「うばがもち」を商う茶屋（うばもちや）があった。現在は国道1号沿いに移転している。名物の「うばがもち」は、駅のコンコースや駅前などの店舗で購入できる。姥が餅屋の跡地には、現在「瓢泉堂」という瓢箪を商う店がある。また、この角が「矢橋道（やばせみち）」との分岐点である。矢橋から大津へ向かう琵琶湖の渡し船（矢橋渡し）は、瀬田の唐橋へ回るよりも速く、距離が短くすむことから人気があった。勢多の唐橋経由の陸路にくらべて、矢橋港から湖上（50町）で大津への航路は、「勢多へ廻れば三里の回りござれ矢橋の舟にのろ」と詠まれ、水運の安全が確保されたためか、多くの旅人に東海道の早道（脇道）として利用された。「武士のやはせのふねははやくともいそかはまはれせたのなかはし」と詠まれ、「急がば回れ」のことわざの語源になっている。
- 小汐井神社
- 道灌蔵

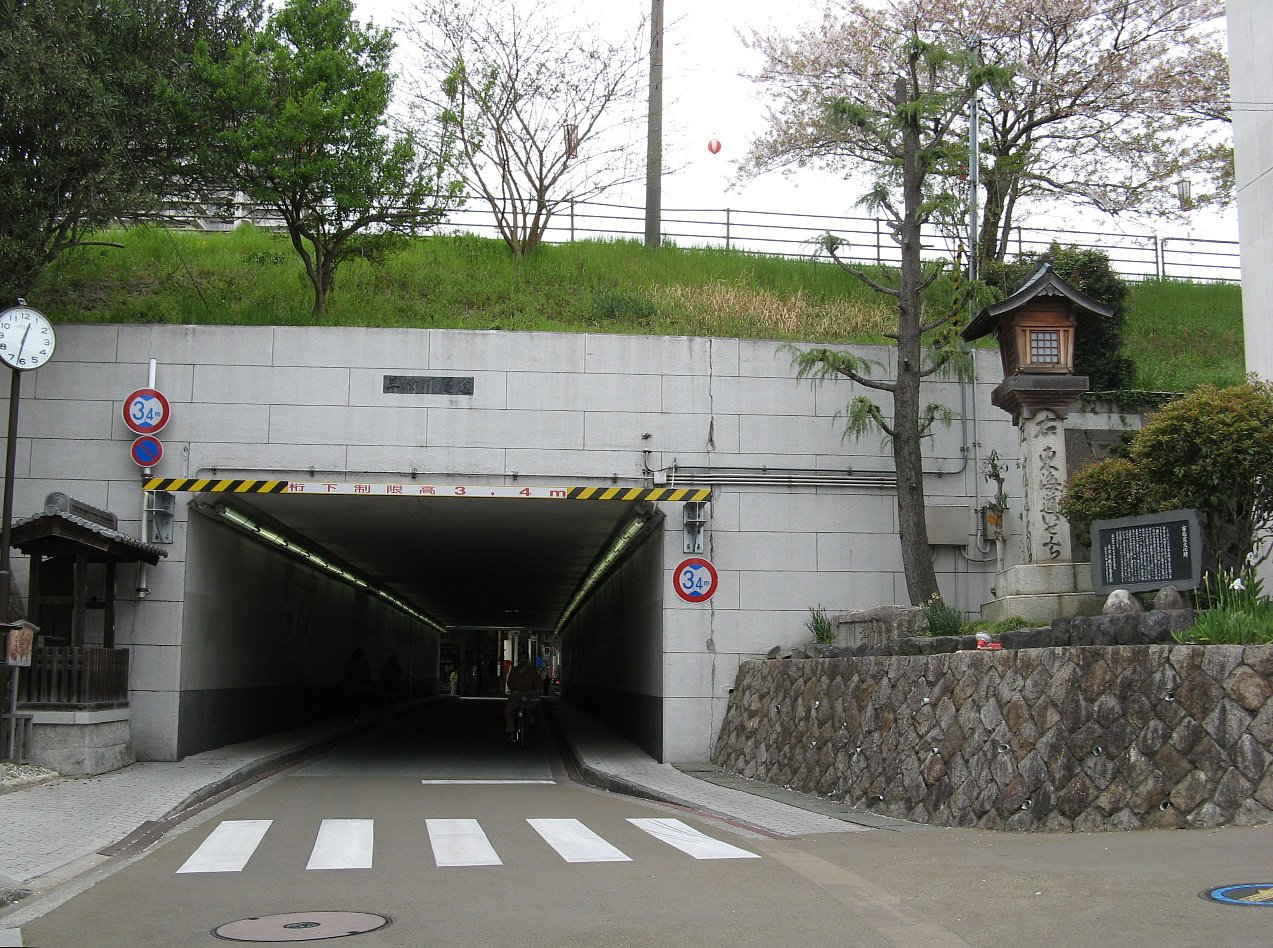
東海道（右折）と中山道（直進）の分岐点、草津追分。右側に道標
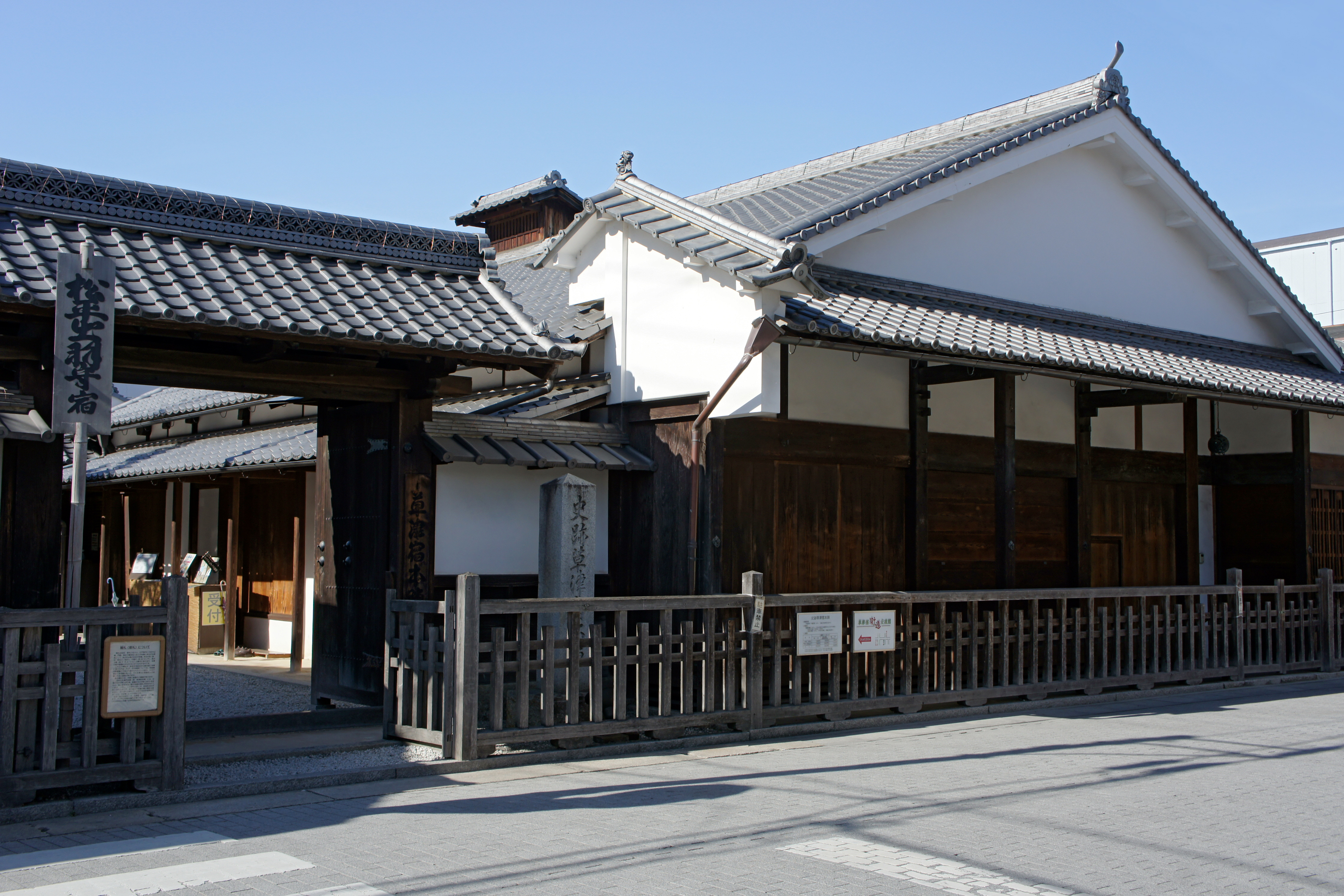
草津宿本陣（国の史跡）

## アクセス

### 公共交通機関
- JR琵琶湖線（東海道本線）・JR草津線 草津駅から徒歩10分。
- 同駅からまめバスで草津宿本陣停留所下車。

### 自動車
- 新名神高速道路草津田上ICから約15分、名神高速道路栗東ICから約15分。

## 隣の宿
東海道
石部宿 - 草津宿 - 大津宿
中山道
守山宿 - 草津宿

## 関連文献
- 八杉淳「東海道草津宿の構造をめぐる再検討」『交通史研究』第36巻、交通史学会、1995年、27-41頁、doi:10.20712/kotsushi.36.0_27。